# Киккерс (футбольный клуб, Оффенбах)
«Киккерс» — немецкий футбольный клуб из города Оффенбах, в настоящий момент выступает в Региональной лиге. Клуб основан 27 мая 1901 года, домашние матчи проводит на арене «Биберер Берг», вместимостью 26 500 зрителей. «Киккерс» является двукратным вице-чемпионом Германии, и обладателем кубка Германии.

## Выступления в еврокубках
| Сезон   | Турнир       | Раунд |              | Клуб   | Счёт     |
| ------- | ------------ | ----- | ------------ | ------ | -------- |
| 1970-71 | Кубок кубков | 1R    | Флаг Бельгии | Брюгге | 2-1, 0-2 |

- 1R — первый раунд.

## Достижения
- Вице-чемпион Германии (2): 1949/50, 1958/59
- Обладатель Кубка Германии (1): 1969/70
- Международные.
- Кубок Интертото: Финалист: 1976.

## Тренерский штаб
Начиная с 16 июня 2018 г.
| Имя               | Нация         | Пост             |
| Дэниел Стейергель | Флаг Германии | Главный тренер   |
| Макс Малый        | Флаг Германии | Помощник тренера |
| Рене Кеффел       | Флаг Германии | Тренер вратарей  |
| ----------------- | ------------- | ---------------- |

## Форма

### Домашняя
| 2020/21 | 2022/23 | 2023/24 | 2024/25 |

### Гостевая
| 2020/21 | 2022/23 | 2023/24 | 2024/25 |

### Резервная
| 2022/23 | 2023/24 | 2024/25 |

Источники:,